# Костюк, Андрей Иванович
Андрей Иванович Костюк — советский и белорусский самбист, чемпион (1981),  и призёр первенств СССР среди юношей, чемпион СССР и мира среди юниоров 1984 года, бронзовый призёр всесоюзных юношеских игр 1982 года, бронзовый призёр летней Спартакиады народов СССР 1986 года, серебряный призёр чемпионата Европы 1993 года, серебряный призёр чемпионата мира 1993 года, мастер спорта СССР международного класса. Выступал в полутяжёлой весовой категории (до 100 кг). Представлял спортивные клубы «Динамо» (Барановичи) и «Динамо» (Гродно).